# Amblymora carinipennis
Amblymora carinipennis là một loài bọ cánh cứng trong họ Cerambycidae.